# Episodi di Matlock (nona stagione)
La nona e ultima stagione della serie televisiva Matlock, composta da 18 episodi, è stata trasmessa dal canale ABC tra il 1994 e il 1995.
| nº | Titolo originale    | Titolo italiano             | Prima TV USA     | Prima TV Italia |
| -- | ------------------- | --------------------------- | ---------------- | --------------- |
| 1  | The Accused: Part 1 | L'accusato - Parte 1        | 13 ottobre 1994  |                 |
| 2  | The Accused: Part 2 | L'accusato - Parte 2        | 13 ottobre 1994  |                 |
| 3  | The Scandal         | Lo scandalo                 | 20 ottobre 1994  |                 |
| 4  | The Dare            | La sfida                    | 27 ottobre 1994  |                 |
| 5  | The Tabloid         | Il giornale scandalistico   | 3 novembre 1994  |                 |
| 6  | The Coach           | L'allenatore                | 10 novembre 1994 |                 |
| 7  | The Dating Game     | Il gioco degli appuntamenti | 17 novembre 1994 |                 |
| 8  | The Confession      | La confessione              | 1º dicembre 1994 |                 |
| 9  | Dead Air            | Aria morta                  | 8 dicembre 1994  |                 |
| 10 | The Getaway         | La fuga                     | 5 gennaio 1995   |                 |
| 11 | The Verdict         | Il verdetto                 | 12 gennaio 1995  |                 |
| 12 | The Deadly Dose     | La dose mortale             | 2 febbraio 1995  |                 |
| 13 | The Target          | Il bersaglio                | 9 febbraio 1995  |                 |
| 14 | The Assault         | L'assalto                   | 16 febbraio 1995 |                 |
| 15 | The Heist: Part 1   | La rapina - Parte 1         | 27 aprile 1995   |                 |
| 16 | The Heist: Part 2   | La rapina - Parte 2         | 27 aprile 1995   |                 |
| 17 | The Scam: Part 1    | La truffa - Parte 1         | 7 maggio 1995    |                 |
| 18 | The Scam: Part 2    | La truffa - Parte 2         | 7 maggio 1995    |                 |